# 计志文
计志文（1901年1月10日—1985年2月13日），中国著名佈道家，中国佈道会创办人。

## 生平
1901年1月10日，计志文生于上海龙华。父親計友仁，是一位私塾先生，在他12歲時逝世。寡母只得晝夜勞碌，紡績不輟，撫養兒子志文。他就讀的伯特利中學，是石美玉醫生和美國宣教士胡遵理（Jennie V. Hughes）創辦的教會學校。1923年在那里的一次内地会举办的佈道会上，他相信了耶稣 经历悔改重生。1924年任職於上海郵政局。1925年，在英國佈道家的夏令會上，计志文奉獻自己事奉基督。他經過長久激烈的掙扎，辭去郵政局收入高而穩定的職位，进入伯特利聖經學院；畢業後，成為伯特利小學的校長。1928年1月10日，志文生日那天，與同學張多加（Dorcas Zhang）結婚。新夫婦把婚禮和蜜月旅行也變成佈道會。
1931年2月8日，與李道榮、林景康、聶子英和宋尚节博士，受到美國衛理公會亞斯伯里大學环球中国佈道会道团（Asbury College World Evangelistic Team）的激励，成立伯特利环球佈道团；計志文為團長。2月18日，他們出發往北方佈道，宋講英語，由計志文翻譯為北方話。他們所傳的信息：認罪，悔改，重生，對付罪，追求聖潔，被聖靈充滿。四年中，他們旅行五萬哩，走遍十几省省133城市，舉行3,389次聚會，聽眾超过五十萬，蒙恩得救者逾五萬人。所到之处，呼召人出来传福音，組成了1,863隊佈道隊。两个人一队。带动中国基督教复兴。1936年，计志文首次到美国，在洛杉矶召开佈道会。佈道會期間，11歲的彭蒙惠也受到啟蒙，立下志向長大後要去中國傳道。1937年，抗战爆发。計志文率領伯特利孤兒院，包括胡遵理教士及石美玉醫生，共103人，由上海遷往香港；嗣後並轉往後方。
1939年，计志文第2次到美国召开佈道会。
1947年，计志文在上海和杭州创立中国佈道会（Evangelize China Fellowship），中国佈道会的发展现已遍及台湾、香港、澳门、新加坡、马来西亚、泰国、印度尼西亚、美国八个国家和地区的华人社区。1949年，计志文第三次访问美国。由于中國大陸政权转移，他移居香港，在快乐戏院召开佈道会；并派遣到台湾，开办孤儿院、圣经学校和教堂。1950年，他获得美国俄勒冈神学院荣誉博士学位。次年开始在东南亚巡回佈道，足迹遍及菲律宾、印尼、新加坡和马来西亚。1952年，他在印尼玛琅成立东南亚圣道神学院，培养南洋各国很多“一次献上，永不收回”的青年傳道人。其中有後來繼任院長的黃彼得；1961年第四屆畢業的佈道家唐崇榮。他兴办过數所孤兒院，他沒有自己的孩子，但他收容的孩子以千百計。1960年师母移居美国。1967年在美国接受肾结石手术。1978年10月20日，宣佈退休，定居洛杉矶。传道53年。1985年2月13日，84岁的計志文因肺癌去世。